# Macrodactylus chilensis
Macrodactylus chilensis är en skalbaggsart som beskrevs av Antoine Joseph Jean Solier 1851. Macrodactylus chilensis ingår i släktet Macrodactylus och familjen Melolonthidae. Inga underarter finns listade i Catalogue of Life.